# 巴耶里基托
巴耶里基托（西班牙語：Vallerriquito），是巴拿馬的城鎮，位於該國中南部，由洛斯桑托斯省的拉斯塔布斯區負責管轄，面積39平方公里，海拔高度200米，2010年人口277，人口密度每平方公里7.1人。